# Høj-elvere (Warhammer)
Høj-elvere er en fiktiv race i figurspillet Warhammer.
I tusinde år, har Høj-elverne forsvaret verden fra truslen om Kaos, en linje af skinnende sølv mod en endeløs horde af mørke. Når Fønix kongen kalder, vil krigere fra hele ti mægtige riger besvare. Prinser klæder sig i rustning og våben besværget med magi, stolte riddere går i formation under ældgamle bannere, magikere forbereder enestående magi og de legendariske monstre fra en svunden tid samles i himlen over hæren. 
 Der er for få eller ingen kildehenvisninger i denne artikel, hvilket er et problem. Du kan hjælpe ved at angive troværdige kilder til de påstande, som fremføres i artiklen.